# Dobromir
Dobromir, tot 1968 ook wel bekend als Dobromiru din Vale, is een Roemeense gemeente in het district Constanța. In 2011 telde de gemeente 3.031 inwoners verspreid over zes dorpen.

## Nederzettingen
De zes dorpen in de gemeente zijn:
- Dobromir; tot 1968 Dobromiru din Vale geheten
- Cetatea; vroeger Asârlâc geheten (Turks: Asırlık)
- Dobromiru din Deal
- Lespezi; vroeger Techechioi geheten (Turks: Tekeköy)
- Pădureni; tot 1968 Nastradin geheten
- Văleni; tot 1964 Enisenlia, Enişelia, Eniselia, Valea Rea geheten, (Turks: Yenişenli)

## Bevolking
In maart 2011 telde de gemeente Dobromir 3.031 inwoners, een stijging vergeleken met 2.636 inwoners in 2002 en 2.328 inwoners in 1992. De gemeente is een van de weinige plaatsen in Roemenië met een natuurlijke bevolkingsgroei.
| dorp Dobromir           | 671   | 790   | 966   |
| dorp Văleni             | 496   | 578   | 783   |
| dorp Lespezi            | 345   | 464   | 547   |
| dorp Dobromiru din Deal | 397   | 406   | 365   |
| dorp Cetatea            | 255   | 241   | 225   |
| dorp Pădureni           | 164   | 157   | 145   |
| gemeente Dobromir       | 2.328 | 2.636 | 3.031 |

### Bevolkingssamenstelling
De gemeente Dobromir heeft een gemengde bevolking. In 1930 bestond de bevolking voor de helft uit etnische Roemenen, gevolgd door een grote minderheid van Bulgaren en Turken. Rond 1940 vond echter een bevolkingsuitwisseling met Bulgarije plaats, waardoor het aantal etnische Bulgaren in de gemeente in zijn geheel verdween en het aantal etnische Roemenen met bijna 50% toenam. Sinds 1956 daalt het aandeel Roemenen in de totale bevolking, terwijl het aandeel Turken continu is gestegen. Sinds 2002 vormen de Turken de meerderheid van de bevolking van de gemeente Dobromir.
| Jaar | Roemenen | Roemenen | Turken | Turken | Anders                        | Anders | Totaal |
| Jaar | Aantal   | %        | Aantal | %      | Aantal                        | %      | Totaal |
| ---- | -------- | -------- | ------ | ------ | ----------------------------- | ------ | ------ |
| 1930 | 2856     | 50,05    | 1020   | 17,88  | 1830 (1621 etnische Bulgaren) | 32,07  | 5706   |
| 1956 | 4199     | 86,95    | 607    | 12,57  | 23                            | 0,48   | 4829   |
| 1966 | 2816     | 78,86    | 744    | 20,83  | 11                            | 0,31   | 3571   |
| 1977 | 1650     | 63,90    | 931    | 36,06  | 1                             | 0,04   | 2582   |
| 1992 | 1229     | 52,79    | 1098   | 47,16  | 1                             | 0,04   | 2328   |
| 2002 | 1309     | 49,66    | 1326   | 50,30  | 1                             | 0,04   | 2636   |
| 2011 | 1079     | 35,60    | 1751   | 57,77  | 201                           | 6,63   | 3031   |
| 2021 | 891      | 26,86    | 1881   | 56,71  | 545                           | 16,43  | 3317   |

### Religie
Dobromir is de gemeente met het hoogste percentage moslims in Roemenië (57,7%). De grootste christelijke kerk is de Roemeens-Orthodoxe Kerk (35,7%). 
| Jaar | Orthodox (%)   | Islam (%)      | Anders (%)  |
| ---- | -------------- | -------------- | ----------- |
| 1992 | 1.229 (52,79%) | 1.089 (46,78%) | 5 (0,43%)   |
| 2002 | 1.307 (49,58%) | 1.327 (50,34%) | 2 (0,08%)   |
| 2011 | 1.081 (35,66%) | 1.748 (57,67%) | 201 (6,66%) |

### Leeftijd
De gemeente Dobromir heeft een jonge bevolking, vooral vanwege het hoge geboortecijfer. De gemiddelde leeftijd was in 2011 ongeveer 25 jaar oud. Jongeren tot de leeftijd van twintig jaar vormen 41% van de bevolking. In totaal zijn er 1.243 jongeren onder de twintig: daarvan zijn er 711 onder de 10 jaar oud en 532 tussen de 10 en 19 jaar oud. Het aantal ouderen (65 jaar en ouder) bestaat uit 220 mensen, waarvan 33 personen 80 jaar of ouder zijn.